# Roberto Toninelli
Roberto Toninelli (ur. 4 stycznia 1979 roku w Brescia) – włoski kierowca wyścigowy.

## Kariera
Toninelli rozpoczął karierę w wyścigach samochodowych w 1999 roku od startów w Euro Open by Nissan. Z dorobkiem trzynastu punktów uplasował się tam na dziewiętnastej pozycji w klasyfikacji generalnej. W późniejszych latach pojawiał się także w stawce Niemieckiej Formuły 3 oraz Włoskiej Formuły Renault. Po zakończeniu kariery w samochodach wyścigowych Włoch działał w kartingu. Tam jego największym sukcesem był tytuł mistrzowski w European Championship Super-ICC w 2006 roku.